# Promachus noscibilis
Promachus noscibilis là một loài ruồi trong họ Asilidae. Promachus noscibilis được Austen miêu tả năm 1915. Loài này phân bố ở miền Australasia.